# Nahta Cone
Nahta Cone är ett berg i Kanada.   Det ligger i provinsen British Columbia, i den centrala delen av landet, 3 900 km väster om huvudstaden Ottawa. Toppen på Nahta Cone är 1 690 meter över havet, eller 69 meter över den omgivande terrängen. Bredden vid basen är 0,97 km. Nahta Cone ingår i Spectrum Range.
Terrängen runt Nahta Cone är kuperad österut, men västerut är den bergig. Trakten runt Nahta Cone är nära nog obefolkad, med mindre än två invånare per kvadratkilometer.. Det finns inga samhällen i närheten.
Trakten runt Nahta Cone består i huvudsak av gräsmarker.